# Caserne Gudin
La caserne Gudin située à Montargis est historiquement l'ancienne caserne de l'école des gendarmes adjoints puis[Quand ?] l'école d'application des transmissions (EAT),.

## Historique

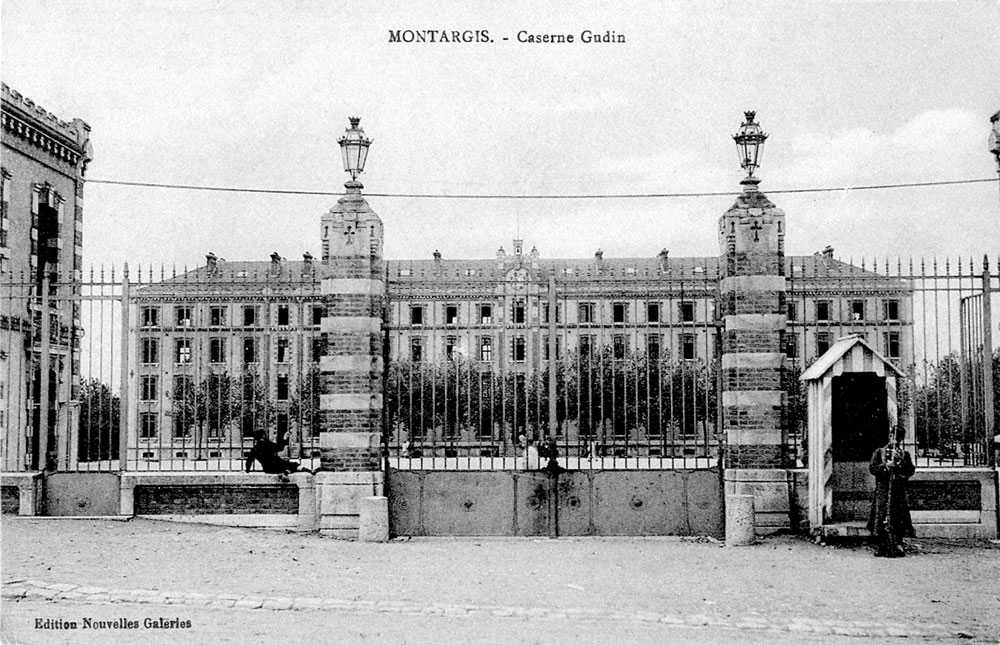
La caserne Gudin vers 1900.

Les travaux démarrent vers 1872 / 1874, et la construction est achevée en 1877.
La caserne est nommée d'abord Courtil puis renommée simplement Gudin, en hommage à la lignée de militaires de la famille Gudin, dont Charles Étienne Gudin.
La société immobilière Nexity devait y bâtir une résidence pour personnes âgées, au prix, notamment, de la démolition du bâtiment de l'Horloge, mais après la mobilisation du collectif « Sauvons Gudin » et les protestations de personnalités comme Stéphane Bern, le ministère de la Culture a inscrit par arrêté du 16 février 2022 ce bâtiment à l'inventaire des monuments historiques et le 20 juillet 2022, une partie des bâtiments de cette ancienne caserne est classée par décret du ministre de la Culture Rima Abdul-Malak,.

## Pour approfondir